# Стрункино (Омская область)
Стрункино — деревня в Называевском районе Омской области России. Входит в состав Мангутского сельского поселения. Население 4 чел. (2010). Место компактного проживания российских немцев .

## География
Расположен на западе региона, в пределах Ишимской равнины, являющейся частью Западно-Сибирской равнины, возле озёр Стрункино, Сорочье.
Уличная сеть состоит из одного географического объекта: Озёрная улица.
Абсолютная высота — 128 м над уровнем моря.

## История
Основана в 1893 году как переселенческий участок Стрункинский Масляновской волости. К 1903 г. деревня состояла из 11 дворов в которых проживало 80 человек. Деревня получила бурное развитие в связи с прокладкой Тюмень-Омской железной дороги. Так в 1912 году в ней обосновались ещё 55 семей, а общее количество населения достигло 298 человек. А к 1917 г она состояла из 87 дворов. К 1917 году входила в состав Масляновской волости Ишимского уезда Тобольской губернии (по церковному делению — Большепесчанская волость, Тюкалинского уезда).
В соответствии с Законом Омской области от 30 июля 2004 года № 548-ОЗ «О границах и статусе муниципальных образований Омской области» деревня вошла в состав образованного Мангутского сельского поселения.

## Население
| 2002 | 2010 |
| ---- | ---- |
| 117  | ↘4   |

Гендерный состав
По данным Всероссийской переписи населения 2010 года в гендерной структуре населения из 4 жителей мужчин и женщин — по 2 человека (50 % каждая когорта).
Национальный состав
Согласно результатам переписи 2002 года, в национальной структуре населения русские составляли 56 %, немцы	27 % из общей численности населения в 117 чел.

## Известные уроженцы, жители
В пос. Стрункинский 27 февраля 1917 года родился Николай Степанович Закоркин (при рождении Закорко), участник Великой Отечественной войны, Герой Советского Союза (24 марта 1945 посмертно).

## Инфраструктура
Было развитое сельское хозяйство. Личное подсобное хозяйство.

## Транспорт
Автодорога «Мангут — Стрункино» (идентификационный номер 52 ОП МЗ Н-248) длиной 6,05 км..